# Тімімун (родовище)
Тімімун (родовище) — проєкт розробки газових покладів в центральній частині алжирської Сахари.

## Загальна інформація
Розвідка в басейні Тімімун почалась ще в середині 1950-х років, коли були споруджені розвідувальні свердловини на шести структурах, зокрема три — Ir-1, Ir-2, Ir-3 — на антиклінальній структурі Ірахарен (Iraharen), при цьому Ir-3  досягнула відкладів силура.
За чотири десятки років по тому, в 1993-му, унаслідок тестування свердловини Ir-1bis з порід празького (зігенського) ярусу нижнього девону отримали приплив газу в обсязі 2127 м3/година.
У 2003-му почалась чергова бурова кампанія, яка у підсумку включила шість розвідувальних та оціночних свердловин, зокрема, Iraharen 4 та Iraharen 5. Остання дала приплив газу з глибини 2067 метрів в обсягах 0,5 млн м3 на добу.
Поклади вуглеводнів пов'язані із пісковиками низької проникності.

## Розробка
Розробку покладів проєкту Тімімун організували через консорціум, учасниками стали державна алжирська Sonatrach (51 %), французький нафтогазовий гігант Total (37,75 %) та іспанська Repsol (29,25 %), німецька RWE Dea (в подальшому Wintershall Dea, 19,5 %) та іспанська Cepsa (11,25 %).
Видобуток стартував 2018 року. До складу облаштування родовищ входить установка підготовки продуктивністю 5 млн м3 на добу, яка під час роботи також повинна вилучати незначну кількість конденсату (близько 400 барелів на добу).
Залишкові видобувні запаси проєкт станом на 2021 рік оцінювались у 33 млрд м3 газу та 3 млн барелів конденсату.
Видача продукції відбувається по перемичці завдовжки близько восьми кілометрів до газопроводу GR5.